# Поблете, Херонимо
Херонимо Гастон Поблете (исп. Gerónimo Gastón Poblete; род. 2 января 1993, Тупунгато) — аргентинский футболист, полузащитник клуба «Аль-Васл».

## Биография
Начал карьеру в 2011 году в составе клуба «Колон», однако свой дебютный матч в чемпионате Аргентины провёл 16 февраля 2014 года против «Архентинос Хуниорс» (1:0). После вылета «Колона» в низший дивизион Поблете стал игроком основы и помог команде в сезоне 2014 года вернутся в высший дивизион аргентинского футбола, где полузащитник отыграл ещё три сезона.
Летом 2017 года на правах свободного агента перешёл во французский «Мец». По итогам его первого сезона во Франции, «Мец» занял последнее место в чемпионате и вылетел в низший дивизион. В итоге аргентинец вернулся на родину, где играл за «Сан-Лоренсо де Альмагро» на правах аренды на протяжении следующих двух сезонов.
В октябре 2020 года перешёл в чилийский «Депортес Ла-Серена», а в феврале 2021 года — в аргентинский «Велес Сарсфилд».
С января 2022 года — игрок харьковского «Металлиста».

## Статистика
| Клуб               | Сезон   | Лига   | Лига  | Лига | Кубок | Кубок | Кубок лиги | Кубок лиги | Континент. | Континент. |
| Клуб               | Сезон   | Турнир | Матчі | Голи | Матчи | Голы  | Матчи      | Голы       | Матчи      | Голы       |
| ------------------ | ------- | ------ | ----- | ---- | ----- | ----- | ---------- | ---------- | ---------- | ---------- |
| Колон              | 2011/12 | Д1     | 0     | 0    |       |       | —          | —          | —          | —          |
| Колон              | 2013/14 | Д1     | 11    | 0    | 2     | 0     | —          | —          | —          | —          |
| Колон              | 2014    | Д2     | 20    | 1    |       |       | —          | —          | —          | —          |
| Колон              | 2015    | Д1     | 28    | 0    | 1     | 0     | —          | —          | —          | —          |
| Колон              | 2016    | Д1     | 14    | 1    | 1     | 0     | —          | —          | —          | —          |
| Колон              | 2016/17 | Д1     | 29    | 0    | 1     | 0     | —          | —          | —          | —          |
| Мец                | 2017/18 | Д1     | 25    | 0    | 2     | 0     | 2          | 0          | —          | —          |
| Мец                | 2018/19 | Д2     | 1     | 0    |       |       |            |            | —          | —          |
| → Сан-Лоренсо      | 2018/19 | Д1     | 12    | 0    | 2     | 0     | —          | —          | 2          | 0          |
| → Сан-Лоренсо      | 2019/20 | Д1     | 19    | 0    | 2     | 0     | —          | —          | 7          | 0          |
| → Мец II           | 2020/21 | Д4     | 2     | 0    | —     | —     | —          | —          | —          | —          |
| Депортес Ла-Серена | 2020    | Д1     | 16    | 0    |       |       | —          | —          | —          | —          |
| Велес Сарсфилд     | 2021    | Д1     | 26    | 0    |       |       | —          | —          | 4          | 0          |
| Металлист          | 2021/22 | Д2     | 0     | 0    |       |       | —          | —          | —          | —          |